# Auxa subtruncata
Auxa subtruncata là một loài bọ cánh cứng trong họ Cerambycidae.